# Erich Runge
Erich Runge (* 1959 in Wiesbaden) ist ein deutscher theoretischer Festkörperphysiker.
Erich Runge, der 1977 Sieger im Bundeswettbewerb Mathematik war, studierte ab 1979 Physik und Mathematik an der Johann-Wolfgang-Goethe-Universität Frankfurt am Main mit dem Diplom 1984 bei Reiner Dreizler und war ab 1985 am Max-Planck-Institut für Festkörperforschung in Stuttgart, wo er 1990 promoviert wurde (Quasiparticles and Fermi surfaces for heavy fermion systems). Als Post-Doktorand war er bis 1993 bei Henry Ehrenreich an der Harvard University. Ab 1993 forschte er bei Roland Zimmermann an der Humboldt-Universität Berlin, an der er sich 2001 mit einer Arbeit über optische Eigenschaften lokalisierter Exzitonen in Halbleiter-Nanostrukturen habilitierte. 2001 bis 2004 war er am Max-Planck-Institut für Physik komplexer Systeme in Dresden und ab 2004 war er Professor an der TU Ilmenau. 2007 bis 2010 war er Dekan der mathematisch-naturwissenschaftlichen Fakultät und seit 2011 Direktor des Instituts für Physik.
Eine Arbeit von ihm und Eberhard Groß von 1984 begründete die zeitabhängige Dichtefunktionaltheorie (Runge-Gross-Theorem). Er befasst sich weiter mit Nanooptik, ultraschneller Optik, Plasmonik, Kopplung von Licht und Materie in photovoltaischen Systemen, Bandstrukturberechnungen, Quantenkohärenz, frustrierten und ungeordneten Systemen, hochkorrelierten Elektronensystemen, Exzitonen-Transport, numerische Materialwissenschaften und Methoden der Vielteilchentheorie.
Ab 2011 stand er dem Fachverband Halbleiterphysik der Deutschen Physikalischen Gesellschaft (DPG) vor.

## Schriften
- mit Eberhard Groß: Vielteilchentheorie, Teubner 1986
- mit E. Gross: Density functional theory for time-dependent systems, Phys. Rev. Lett., Band 52, 1984, S. 997